# Homotoma pacifica
Homotoma pacifica är en insektsart som beskrevs av Crawford 1915. Homotoma pacifica ingår i släktet Homotoma och familjen Homotomidae. Inga underarter finns listade i Catalogue of Life.